# Jesus is King
Jesus is King (estilizado como JESUS IS KING) es el noveno álbum de estudio del cantante, rapero y productor discográfico Kanye West lanzado el 25 de octubre de 2019 a través de GOOD Music y distribuido por Def Jam. El álbum sigue un tema cristiano, y West lo describe como «una expresión del evangelio». West había formado su grupo de servicio dominical bajo el nombre de Sunday Service en enero de 2019, interpretando canciones gospel y versiones de canciones de su discografía. Sunday Service interpretó en vivo las canciones «Water» y «Everything We Need» antes del lanzamiento.
Jesus Is King presenta apariciones especiales de Clipse, Ty Dolla $ign, Kenny G, Fred Hammond, Ant Clemons y el grupo Sunday Service. La producción está llevada a cabo por Kanye West, Benny Blanco, E*vax, Finatik N Zac, Francis Starlite, Labrinth, Mike Dean, Pi'erre Bourne, Ronny J, Timbaland y Warryn Campbell, entre otros. West dejó de tomar medicamentos para su trastorno bipolar y comenzó a grabar en agosto de 2018, anunciando originalmente el álbum como Yandhi. El álbum se perdió de dos fechas de lanzamiento iniciales en septiembre y noviembre de 2018 bajo su título original, antes de retrasarse indefinidamente.
En agosto de 2019, la esposa de West, Kim Kardashian, volvió a anunciar a Yandhi como Jesus Is King, pero se perdió dos fechas de lanzamiento planificadas para finales de septiembre de 2019 bajo el nuevo título. El lanzamiento final fue simultáneo con el de una película de concierto del mismo nombre. «Follow God» fue lanzado como el sencillo principal en noviembre de 2019, con un vídeo lírico y un vídeo musical para la canción. Tras su lanzamiento, el álbum recibió críticas mixtas de críticos de música. Algunos notaron la consistencia en todo momento y lo alabaron en comparación con el álbum en solitario anterior de West, mientras que otros críticos expresaron sentimientos negativos hacia el contenido lírico.
Jesus Is King se situó como el noveno álbum consecutivo de West en debutar en la cima del US Billboard 200. Con el lanzamiento, West se convirtió en el primer artista en tomar los diez primeros lugares en las listas de canciones cristianas y gospel de los Estados Unidos, respectivamente. West rompió otro récord al ser el primer artista en encabezar simultáneamente cinco listas separadas en los Estados Unidos: Billboard 200, Top R&B/Hip-Hop Albums, Top Rap Albums, Top Christian Albums y Top Gospel Albums. El álbum también ocupó el primer lugar en Australia, Canadá, Dinamarca, Estonia, Islandia, Letonia, Nueva Zelanda y Noruega, al tiempo que alcanzó los cinco primeros puestos en la República Checa, Finlandia, Irlanda, los Países Bajos, Suecia y el Reino Unido.

## Recepción crítica
Jesus Is King recibió críticas mixtas de críticos de música. En Metacritic, el álbum recibió un puntaje promedio de 53 sobre 100, basado en 25 reseñas Agregador AnyDecentMusic? le dio a Jesus Is King 4.9 en base a 10, en función de su evaluación del consenso crítico.
Jordan Bassett de NME escribió sobre el álbum: «Si bien el año pasado tuvimos un álbum de nombre "ye", con siete canciones, truncado, lo cual se sintió en gran medida estéril e inacabado o una colección de presunciones desordenadas y medio realizadas, aquí encontramos un álbum con absoluta claridad y confianza». Bassett continuó calificándolo de «conciso para los estándares de Kanye» pero no una de sus «obras maestras» como My Beautiful Dark Twisted Fantasy y The Life of Pablo, igualmente afirmó que «hay densidad y enfoque en todo momento». McCormick expresó opiniones similares: «Repleto de coros evangélicos, órganos eclesiásticos y ululaciones conmovedoras condensadas en cuadros típicamente de bravura, samples oscuros, sintetizadores deformados y losas espeluznantes de armonías de vocoder, Jesus Is King suena tan brillante como cualquier cosa en el canon considerable de West».
Rawiya Kameir de Pitchfork calificó al álbum como «notablemente más cohesivo y agradable de lo que creía que era capaz de crear en este momento», pero lo criticó por estar «centrado en gran medida en las formas en que la religión ha servido al propio Kanye». Daniel Bromfield en Spectrum Culture visualizó a Jesus Is King por ser «un trabajo confuso, a menudo decepcionante y siempre interesante», elogiando la producción y criticando «la calidad deficiente del rap» y su «falta de personalidad». Sam C. Mac de Slant Magazine también elogió la producción, pero criticó la falta de capacidad de West para «traducir su despertar espiritual a su música con tanta confianza como lo ha hecho con casi cualquier otra experiencia en su vida en álbumes anteriores». Redactando para  The New York Times, Jon Caramanica dijo en referencia al álbum: «Un álbum más comprometido y vívido que Ye del año pasado, aunque no es tan robusto como The Life of Pablo de 2016, es esquelético y curiosamente efectivo, emocionalmente enérgico y estructuralmente escaso».

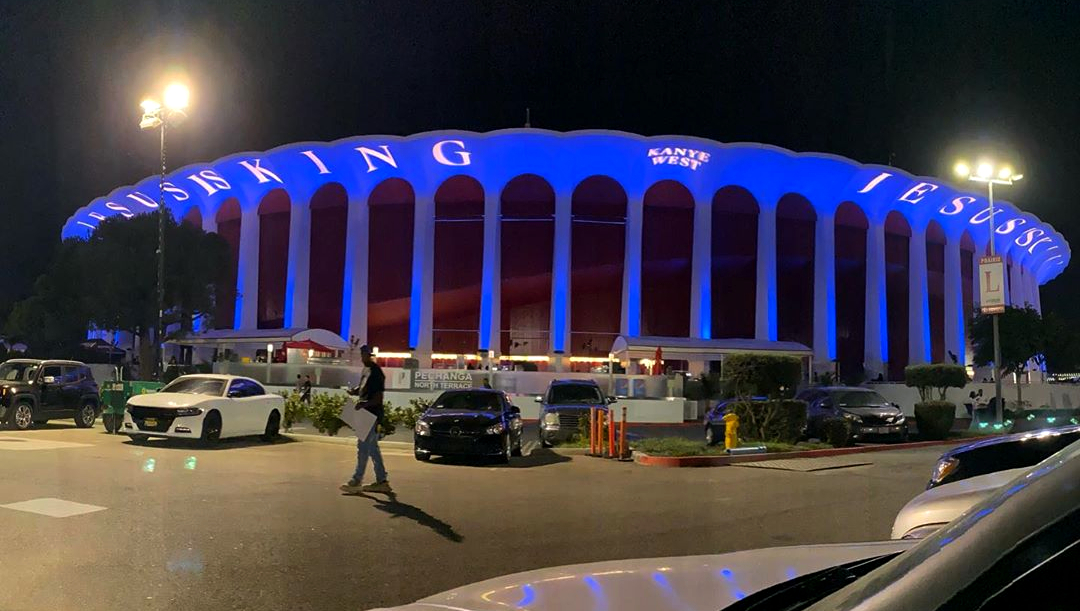
Jesus is King en presentación en el Forúm de Los Ángeles

En una crítica mixta, Brendan Klinkenberg de Rolling Stone consideró el álbum como un trabajo donde West «ya no está buscando contradicciones, sino deleitándose en un nuevo celo», aunque concluyó escribiendo que «probablemente se colocará junto a "ye" el año pasado como un Entrada claramente liviana "en la discografía de West a pesar de estar" llena de momentos de innegable brillantez». Ross Horton fue algo negativo en The Line of Best Fit, expresando el punto de vista de que Jesus Is King «ni siquiera es tan hilarantemente ni tan ofensivo como ye», y concluye afirmando que «es una gran tonada y tiene un montón de otras ideas, pero no es entretenido en lo más mínimo». Para The Guardian, Dean Van Nguyen calificó el álbum como «una grabación demasiado leve, demasiado carente de sustancia, para ofrecer un sentido de purificación o una comprensión real de la mente de West» y lo calificó como «discusión religiosa superficial que nos dice poco de El lugar de Dios en la vida de este único creyente y casi nada del lugar de Dios en el mundo moderno». En otra crítica negativa, Wren Graves de Consequence of Sound le dio al álbum la calificación de «F», viéndolo como «27 minutos de clichés, pensamientos a medio terminar y gestos vagamente religiosos», mientras afirmaba que el álbum «se siente sorprendentemente largo» y escribe: «Las ideas se desarrollan y fracasan, pero nada se pega».

## Lista de canciones
Lista de canciones y créditos adaptados desde Tidal.
| N.º   | Título                                                       | Escritor(es) | Productor(es)                                                          | Duración |  |
| 1.    | «Every Hour» (featuring Sunday Service Choir)                | Kanye West Benjamin Scholefield Federico Vindver                                                                                         | West Budgie Vindver                                                    | 1:52     |  |
| 2.    | «Selah»                                                      | West Cydel Young Dexter Raymond Mills Jr. Vindver Gene Thornton Jahmal Gwin Jeffrey LaValley Rennard East Terrence Thornton Evan Mast    | West E*vax BoogzDaBeast Vindver Benny Blanco Francis Farewell Starlite | 2:45     |  |
| 3.    | «Follow God»                                                 | West Aaron Butts Bryant Bell Calvin Eubanks Curtis Eubanks Gwin                                                                          | West BoogzDaBeast Xcelence                                             | 1:45     |  |
| 4.    | «Closed on Sunday»                                           | West Angel Lopez Brian Miller Chango Farías Gómez Vindver G. Thornton East                                                               | West Lopez Brian "AllDay" Miller Vindver Timbaland                     | 2:32     |  |
| 5.    | «On God»                                                     | West Young Vindver Gwin Jordan Timothy Jenks Michael Cerda                                                                               | West BoogzDaBeast Cerda Pi'erre Bourne Vindver                         | 2:16     |  |
| 6.    | «Everything We Need» (featuring Ty Dolla $ign y Ant Clemons) | West Anthony Clemons Bradford Lewis Young Vindver Isaac DeBoni Gwin Michael Mulé Mike Dean Ronald Spence Jr. Tyrone William Griffin, Jr. | West FNZ Ronny J BoogzDaBeast Vindver Dean                             | 1:56     |  |
| 7.    | «Water» (featuring Ant Clemons)                              | West Alexander Nelson Klein Lopez Clemons Bruce Haack Vindver Gwin Mosley Boyd                                                           | West BoogzDaBeast Lopez Vindver Timbaland                              | 2:48     |  |
| 8.    | «God Is»                                                     | West Lopez Vindver Robert Fryson Timothy Lee McKenzie Boyd Warryn Campbell                                                               | West Campbell Labrinth Lopez Vindver                                   | 3:23     |  |
| 9.    | «Hands On» (featuring Fred Hammond)                          | West Butts Lopez Vindver Fred Hammond Mosley                                                                                             | West Lopez Vindver Timbaland                                           | 3:23     |  |
| 10.   | «Use This Gospel» (featuring Clipse y Kenny G)               | West Lopez Derek Watkins Vindver G. Thornton Gwin Jenks Kenneth Bruce Gorelick East T. Thornton Mosley                                   | West Lopez DrtWrk Vindver Timbaland BoogzDaBeast Bourne                | 3:34     |  |
| 11.   | «Jesus Is Lord»                                              | West Lopez Miller Claude Léveillée Vindver Mosley                                                                                        | West Lopez Miller Vindver Timbaland                                    | 0:49     |  |
| 27:04 |                                                              | |                                                                        |          |  |

Créditos de muestreos
- «Selah» contiene versos del libro de Apocalipsis 19:1, dirigido por New Jerusalem Baptism Choir bajo la dirección de Curtis Hayes y Jeffrey LaValley.
- «Follow God» contiene versos de «Can You Lose By Following God», escrita por Johnny Frieson, Curtis Eubanks, y Calvin Eubanks, y dirigida por Whole Truth.
- «Closed on Sunday» contiene versos de «Martín Fierro», escrita por Chango Farías Gómez y dirigido por Grupo Vocal Argentino.
- «On God» contiene versos de «Lambo», escrita y dirigida por YB; y «Oh My God», escrita por Jonathan Davis, Ali Shaheed Muhammad, Trevor Smith, y Malik Taylor, y dirigida por A Tribe Called Quest presentando a Busta Rhymes.
- «Water» contiene interpolación de «We're All Water», escrita por Yoko Ono y dirigida por Ono y John Lennon, y continue versos de «Blow Job», escrita y dirigida por Bruce Haack.
- «God Is» contiene versos de «God Is», escrita por Robert Fryson y dirigida por James Cleveland y el Coro de la Comunidad del Sur de California.
- «Use This Gospel» contiene versos de «Costume Party», escrita por Alex Trimble, Kevin Baird, and Sam Halliday y dirigida por Two Door Cinema Club.
- «Jesus Is Lord» contiene versos de «Un Homme Dans La Nuit», escrita por Claude Léveillée